# Une Chinoise
Pour plus de détails, voir Fiche technique et Distribution.
Une Chinoise (She, a Chinese) est un film réalisé par Guo Xiaolu, sorti en 2009. Dans une forme d'« hommage acide » à La Chinoise de Jean-Luc Godard, il décrit le voyage fragmenté d'une jeune femme chinoise à travers le monde. Il remporte le Léopard d'or au Festival du film de Locarno 2009.

## Synopsis
En 12 chapitres, Mei s'échappe de son village de la province du Sichuan pour se rendre dans une grande ville. Elle passe d'un emploi à l'autre, d'un homme à l'autre, et arrive au Royaume-Uni. Elle erre dans les rues. La mer l'appelle. Elle regarde de l'autre côté de l'eau, comme si elle se dirigeait vers sa propre jeunesse.

## Fiche technique
- Titre original : She, a Chinese
- Titre français : Une Chinoise
- Réalisation : Guo Xiaolu
- Scénario : Guo Xiaolu
- Photographie : Zillah Bowes
- Musique : John Parish
- Pays d'origine :  Chine -  Royaume-Uni -  France -  Allemagne
- Genre : drame
- Date de sortie : 2009

## Distribution
- Lu Huang : Li Mei
- Wei Yi Bo : Spikey
- Geoffrey Hutchings : Geoffrey Hunt
- Chris Ryman : Rachid